# لی، ساردینیا
لی، ساردینیا (به ایتالیایی: Lei) یک کومونه در ایتالیا است که در استان نیورو واقع شده‌است.

## خصوصیات
لی ۱۹٫۰ کیلومترمربع مساحت و ۶۱۷ نفر جمعیت دارد و ۴۵۰ متر بالاتر از سطح دریا واقع شده‌است.